# Grote waternavel
De grote waternavel (Hydrocotyle ranunculoides) is een moerasplant die behoort tot de klimopfamilie (Araliaceae). Van nature komt de plant voor in Noord-Amerika. In België en Nederland is de plant een exoot. 

## Invasieve uitheemse soort
Grote waternavel werd vanuit de VS in Nederland geïmporteerd als vijverplant en werd voor het eerst in de natuur waargenomen in 1994. Ze bleek in staat om door sterke woekering in hoog tempo watergangen dicht te laten groeien. De doorstroming wordt daardoor belemmerd en de levensomstandigheden van plant en dier bedreigd door gebrek aan zuurstof. De plant is op jonge leeftijd vaak moeilijk te onderscheiden van de gewone waternavel (Hydrocotyle vulgaris). In België komt de soort redelijk wijdverspreid ten noorden van Samber en Maas. Meer zuidelijker is de plant eerder zeldzaam.
Bestrijding van grote waternavel is moeilijk, aangezien de plant makkelijk in stukken breekt en deze kleine fragmenten makkelijk terug aangroeien.
Vanwege het invasieve karakter werd de soort opgenomen op de lijst van soorten die zorgwekkend zijn voor de Europese Unie. De plant mag in Nederland, België en de andere Europese lidstaten niet meer worden verkocht. De Nederlandse Voedsel- en Warenautoriteit heeft grote waternavel geplaatst op de lijst van invasieve exoten.

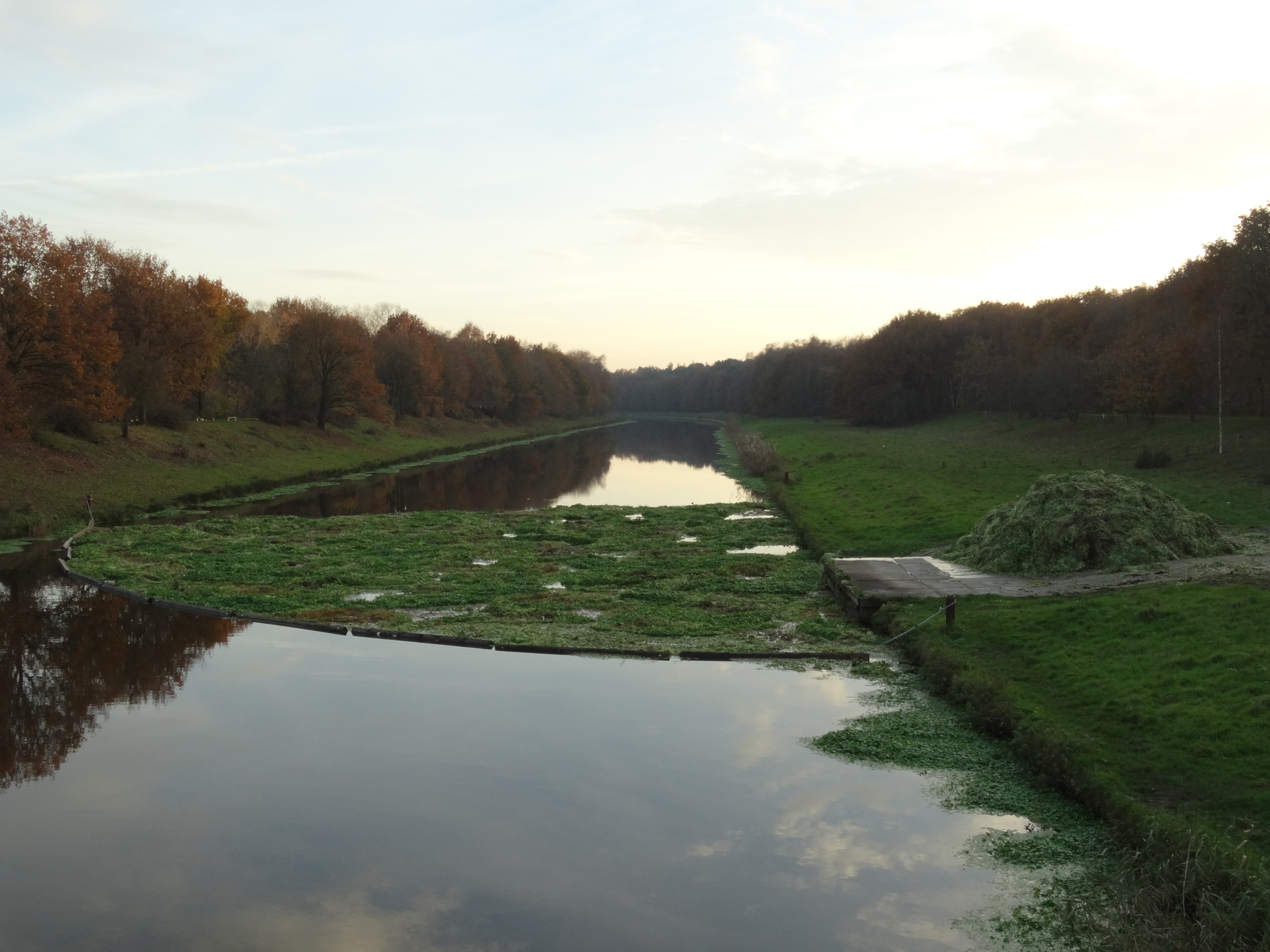
Opvang en verwijdering Grote waternavel uit het Drongelens Kanaal